# پیت‌کرن (نیویورک)
پیت‌کرن، نیویورک (به انگلیسی: Pitcairn, New York) یک شهرک در ایالات متحده آمریکا است که در شهرستان سنت لارنس، نیویورک واقع شده‌است.

## خصوصیات
پیت‌کرن ۱۵۴٫۰ کیلومترمربع مساحت و ۸۴۶ نفر جمعیت دارد و ۳۰۰ متر بالاتر از سطح دریا واقع شده‌است.